# Cauda cruciforme

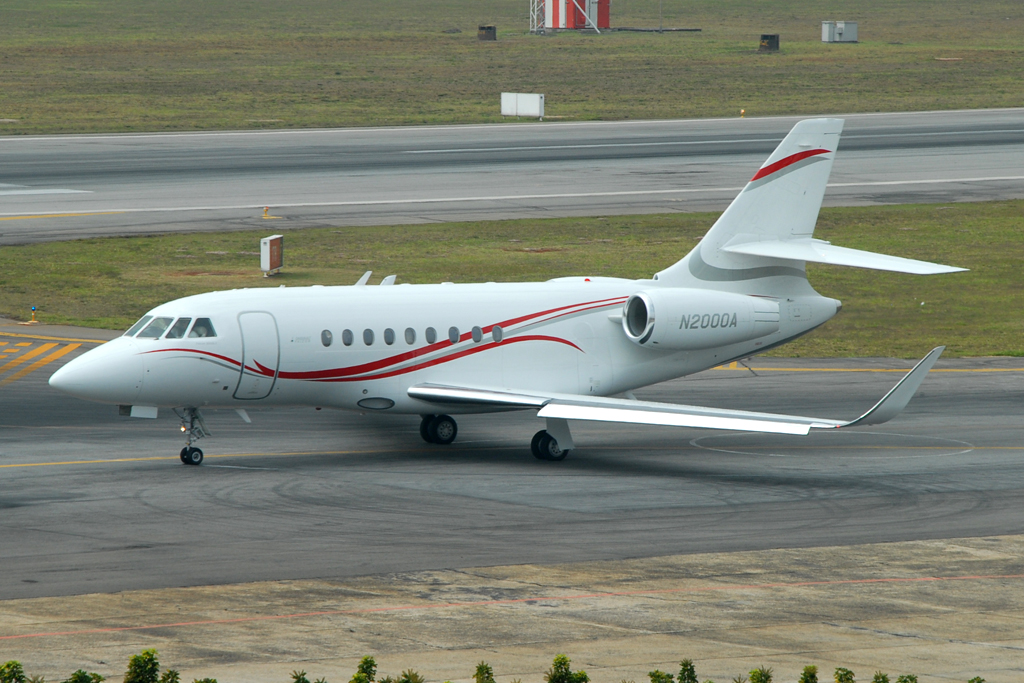
Dassault Falcon 2000, aeronave com cauda no formato cruciforme.

Uma cauda cruciforme é um tipo de empenagem de aeronaves com a configuração que, quando vista de frente ou de trás, lembra uma cruz. Comumente os estabilizadores ficam acoplados ao leme de direção da aeronave, esse formato de cauda também é comum em dirigíveis.
Essa configuração é usada visando diminuir o arrasto parasita, em aeronaves com motores atrás se necessita de uma estrutura menor reforçada que a dos de cauda em T.